# Histoire des chemins de fer australiens

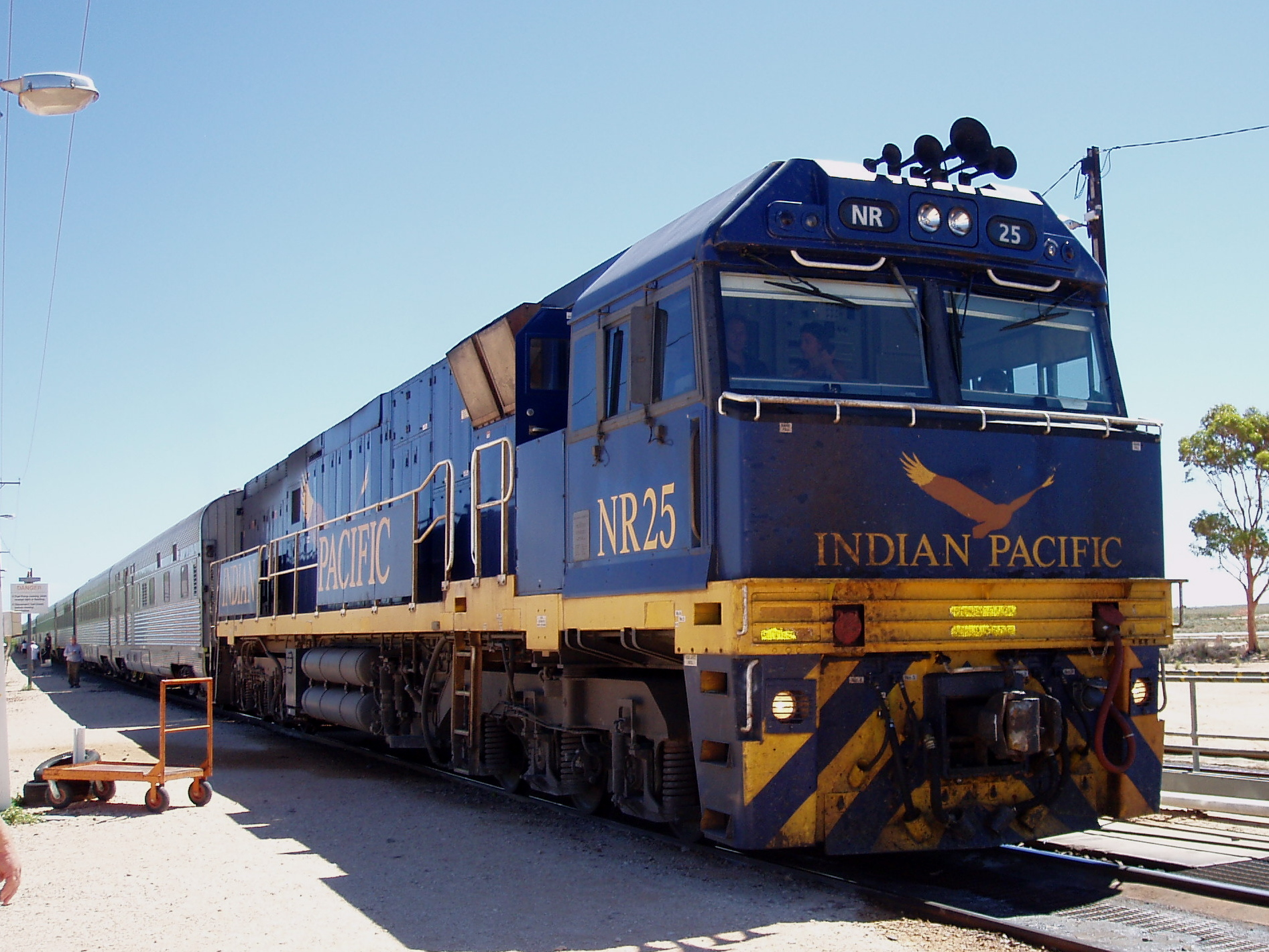
Un train de marchandise à Cook (Australie-Méridionale)

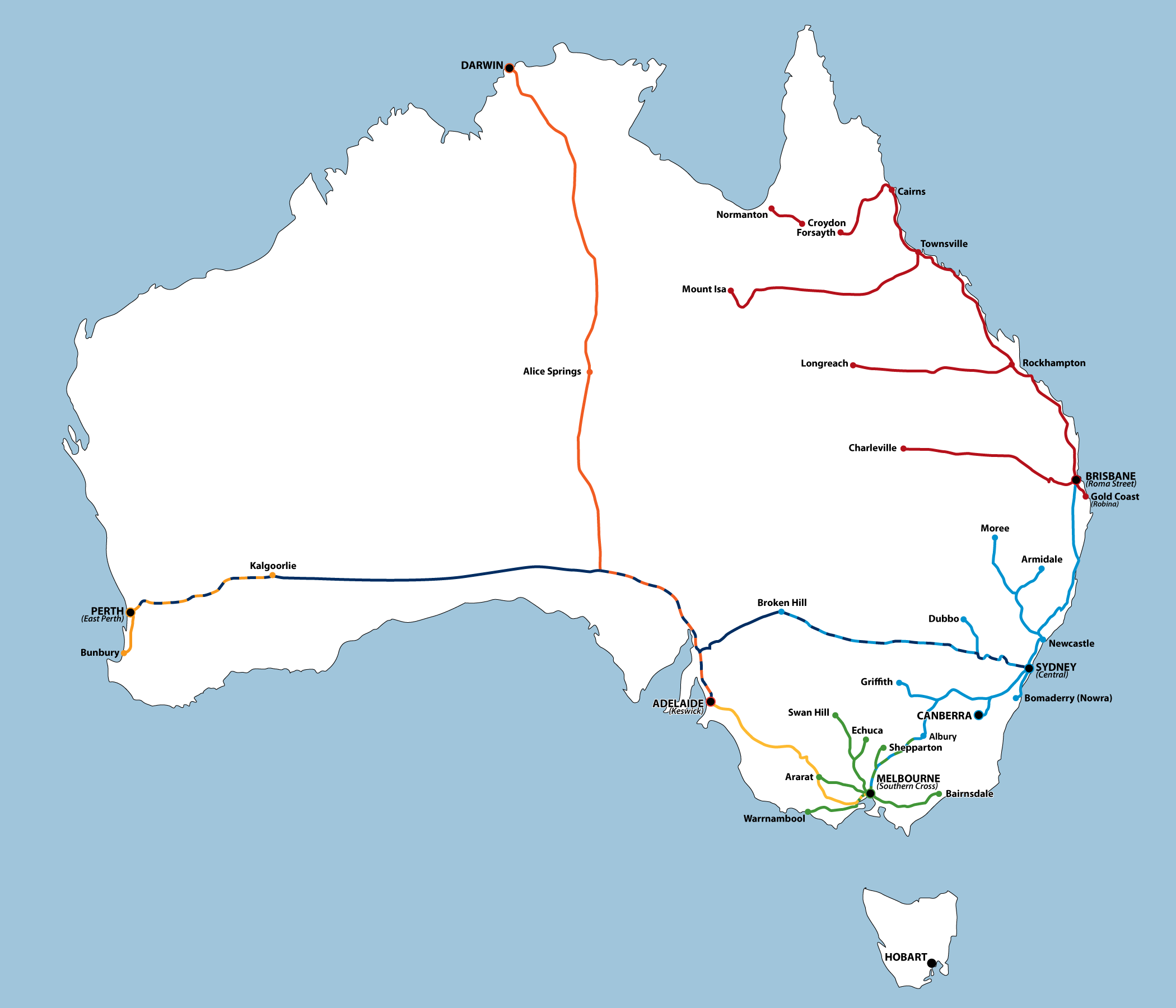
Le réseau ferré de transport de passagers en Australie

L'histoire des chemins de fer australiens commence dans les années 1850. Suivant l’exemple britannique, les Australiens confièrent au départ la construction et l'exploitation des lignes de chemins de fer au secteur privé. Des compagnies privées construisirent des lignes de chemin de fer dans les colonies de Nouvelle-Galles du Sud, du Victoria et d’Australie-Méridionale. La première ligne, à traction hippomobile, fut ouverte en 1854 en Australie-Méridionale et la première ligne à vapeur ouvrit au Victoria un peu plus tard dans l’année 1854. Il s’avéra très vite que les chemins de fer privés n’étaient pas rentables et les réseaux de voies existants, ainsi que leur développement fut pris en charge par les gouvernements coloniaux. Cela permettait de faciliter le développement économique du pays, même si l'opération était déficitaire. Les réseaux de voies se développèrent depuis les capitales, sauf dans les cas où la géographie faisait que l’on choisissait un port alternatif.
Les chemins de fer coloniaux furent construits sur trois écartements différents, ce qui devint un problème quand les lignes des différents systèmes se rejoignirent à Albury (Nouvelle Galles-du-Sud) en 1881 et à Wallangarra en 1888. Au XXe siècle, les lignes des villes principales furent converties en Voie normale et des réseaux électrifiés suburbains furent construits à Sydney, Melbourne, Brisbane et Perth. Dans la seconde moitié du XXe siècle, plusieurs lignes secondaires de campagne furent fermées au trafic passager et ce dans tous les états d'Australie. À l'opposé, de nouvelles lignes pour de longs trains lourds furent construits pour transporter le minerai de fer de l'Australie-Occidentale et la houille du Queensland vers les ports.  En Australie-Occidentale ces compagnies de chemin de fer sont à capitaux privés.
Dans les années 1990 et les premières années du XXIe siècle, les réseaux ferrés traditionnels furent réorganisés et partiellement privatisés. Le réseau à Voie Normal inter-états fut mis largement sous le contrôle de la Australian Rail Track Corporation et des compagnies privées furent autorisées à l'utiliser pour la première fois. Quelques réseaux domestiques non-urbains furent placés sous contrôle de capitaux privés et les transports de passagers et les opérations de fret purent commencer. Queensland Rail resta le seul opérateur gouvernemental pour le fret et les transports de passagers inter-cités. Le Transport Urbain de Melbourne devint le premier transport ferré urbain à capitaux privés et franchisé.

## Développement des Réseaux d'États

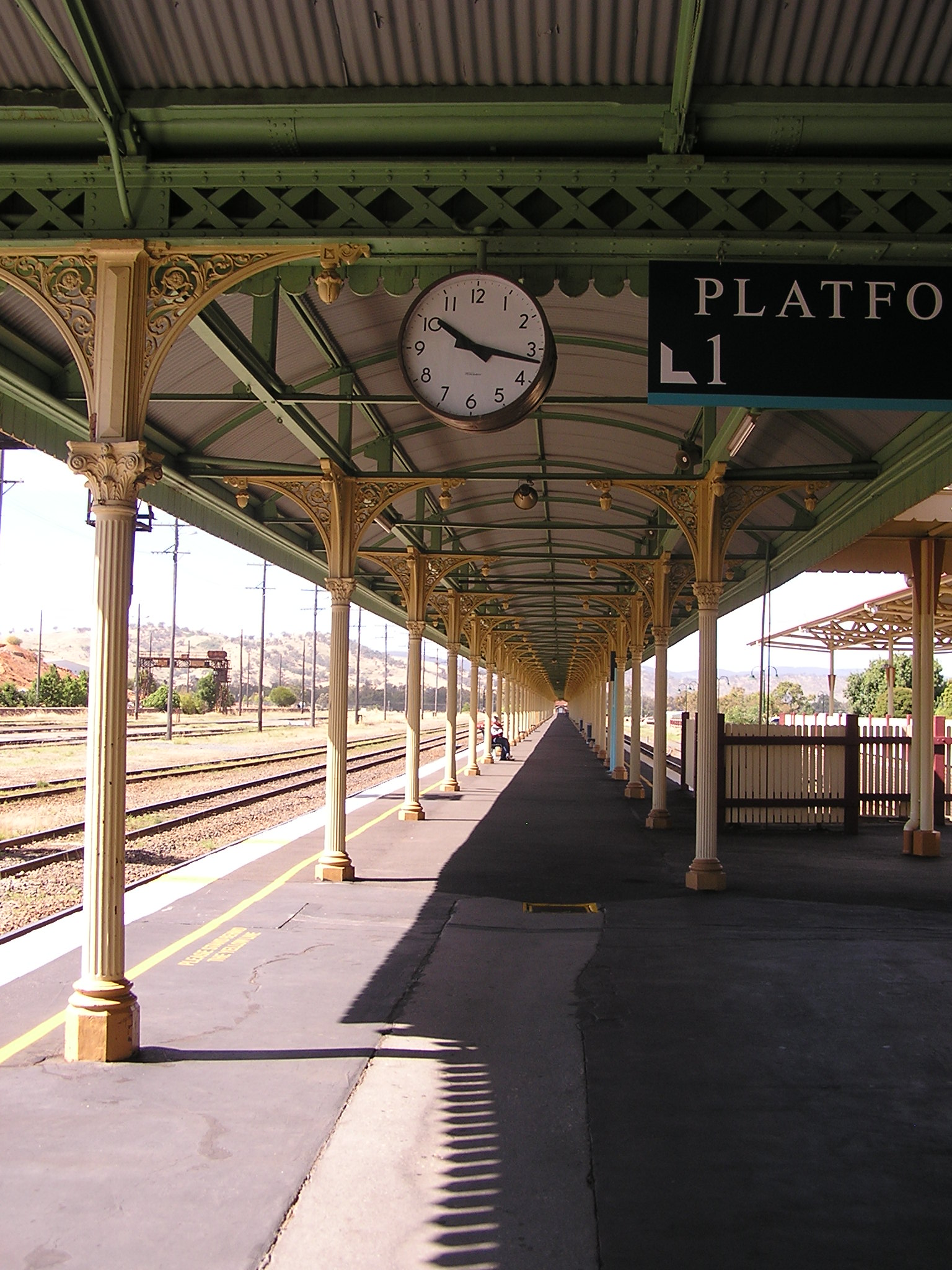
Comme originellement La Nouvelle Galles du Sud et Victoria avaient des écartements différents, tous les voyageurs devaient changer de trains à Albury. Pour accompagner ces changements, on avait besoin d'une très longue plateforme ; la plateforme couverte est l'une des plus longues d'Australie.

Quand la première grande ligne de chemin de fer, entre Liverpool et Manchester en Angleterre fut ouverte en 1830, les colonies européennes n'avaient pas commencé à s'implanter dans les états actuels de Victoria, d'Australie-Méridionale et de Nouvelle-Galles du Sud. Elles ont seulement commencé à se répandre en dehors du Comté de Cumberland - région qui entoure Sydney — après la traversée des Montagnes bleues effectuée par Gregory Blaxland en 1813. Bathurst fut créée en 1815 et Goulburn en 1833, toutes les deux devenant des centres d'exploitation de la laine, la première marchandise majeure exportée d'Australie. En 1848, la Sydney Railway Company fut créée pour relier Goulburn et Bathurst à Sydney, principalement pour convoyer la laine qui devait être exportée vers le Royaume-Uni. Cette compagnie a éprouvé beaucoup de difficultés pour lever suffisamment de capitaux en vue de démarrer le chantier et aucune des lignes à Voie Normale proposées ne fut ouverte avant 1855, quand la ligne entre Sydney et Granville fut inaugurée dans ce qui est aujourd'hui la banlieue Ouest de Sydney, cette ligne étant la première section de ce qui est maintenant Main Southern railway line. En fait la Sydney Railway Company fit faillite en construisant cette ligne, et fut reprise par le gouvernement, menant à la création de la New South Wales Government Railways. En partie à cause du retard pris pour démarrer le chantier et de la faillite finale de la compagnie, puis de la ruée vers l'or en 1851 une pénurie de main d'œuvre et une montée des prix s'instaura,,. En fait, le chemin de fer ne rallia Goulburn qu'en 1869 et Bathurst en 1876, les deux lignes ayant à traverser de grosses difficultés topographiques.
Le Victoria fut le principal bénéficiaire de la ruée vers l'or, avec les plus grandes découvertes à Ballarat et Bendigo (appelée alors Sandhurst) en 1851. Alors que cela créait un manque de main d'œuvre dans l'État de Victoria, cela provoqua un formidable développement à Melbourne, dans laquelle les colons commencèrent à s'établirent en 1835, et qui devint une cité en 1847. Ainsi le premier chemin de fer à vapeur fut une ligne de banlieue ouverte par la Melbourne and Hobson's Bay Railway Company de Melbourne à Sandridge (aujourd'hui Port Melbourne) en 1854.
Cette ligne et presque toutes les lignes suivantes du Victoria étaient bâties en voies larges (1 600 mm). En 1856, les South Australian Railways, chemins de fer de l'état, ouvrirent leur première ligne à voie large entre Adélaïde et la gare de Port Adelaide. Les trois colonies majeures à cette époque n'ont pas réussi à se mettre d'accord et suivre les conseils du Gouvernement Britannique pour adopter des écartements uniformes afin de faciliter les communications inter-états. L'ingénieur irlandais, Sir Francis Shields persuada le Parlement de Nouvelle-Galles du Sud d'exiger que tous les chemins de fer de la colonie soient construits en Voie Large Irlandaise. Par la suite un ingénieur écossais persuada le parlement de modifier cette loi pour que l'état adopte la Voie Normale. Malheureusement, la Nouvelle Galles du Sud omit d'informer le Victoria et l'Australie-Méridionale du changement, et ne le fit qu'après que les deux états aient commandé du matériel roulant pour voie large. Les deux états refusèrent ensuite d'adopter cette norme.   
La première ligne de l'État du Queensland  fut construite avec un écartement de 1,067 mm, (voie étroite) d'Ipswich au Camp de Bigge et qui fut la première étape de la voie de chemin de fer reliant Brisbane à Toowoomba, fut inaugurée en 1865. Cet écartement a été choisi pour rendre moins couteux la construction de cette ligne et fut par la suite adopté par les États de Tasmanie et d'Australie-Occidentale. En conséquence, au milieu du XXe siècle l'Australie avait un nombre équivalent de lignes de chemin de fer construites dans chaque écartement. La première ligne de chemin de fer de Tasmanie à écartement de 1 600 mm ouvrit en 1871 pour relier Deloraine à Launceston (Tasmanie). Elle fut convertie en Vois étroite en 1888. Enfin, L'Australie-Occidentale ouvrit sa première ligne financée par des fonds publics en 1879 entre Geraldton et Northampton. Des lignes se répandirent dans tous les états à partir de ces lignes initiales, reliant les zones rurales aux ports et les ports entre eux.
Les systèmes grandes lignes des États de Nouvelle-Galles du Sud, de Victoria, d'Australie-Méridionale et du Queensland firent leur jonction (malgré les trois écartements différents en vigueur à cette époque) dans les années 1880. Seuls les États de Victoria et d'Australie-Méridionale avaient un écartement de voies en commun, mais malgré cela ils optèrent pour un changement de machines à la frontière. L'autre colonie continentale, l'Australie-Occidentale, était isolée des autres par 2 000 km de désert. 
La première brèche dans le système d'écartements intervint lorsque les lignes des États de Nouvelle-Galles du Sud et du Victoria furent connectées à Albury (Nouvelle Galles-du-Sud) en 1883. Les chemins de fer des États de Victoria et d'Australie-Méridionale se rejoignent à Serviceton en 1887, mais ces lignes étaient toutes les deux des lignes à Voie Large. En 1888 les chemins de fer d'Australie-Méridionale et de Queensland font leur jonction à Wallangarra. Pendant ce temps, en 1889, la première ligne à Voie étroite est inaugurée dans le Territoire du Nord entre Darwin et Pine Creek. En 1914, une extension de 8 km des « New South Wales Railways » entre Queanbeyan et Canberra fut ouverte pour créer la seule et unique ligne du Territoire de la capitale australienne.

### Nouvelle-Galles du Sud

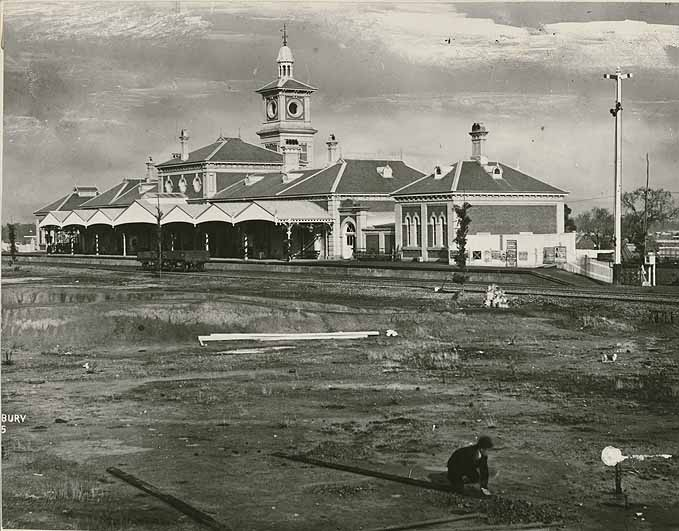
La gare d'Albury en 1881

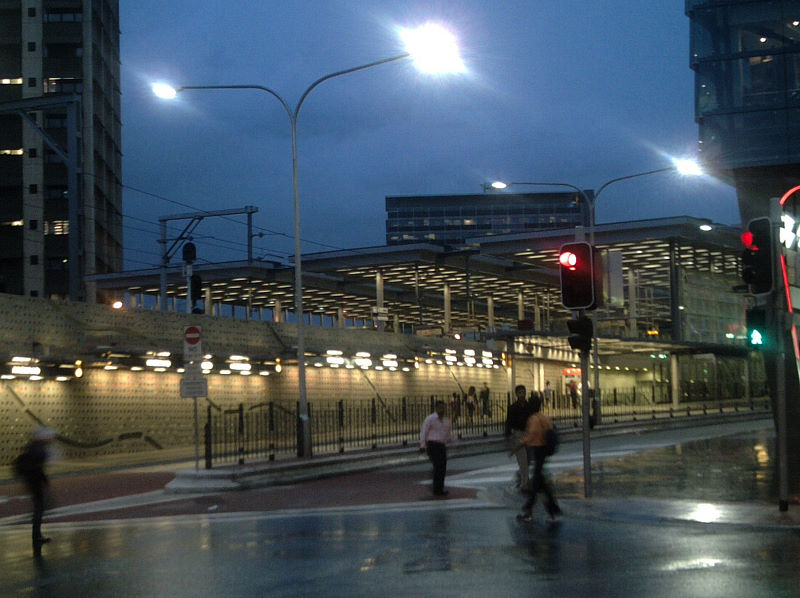
Parramatta aujourd'hui

Les chemins de fer de la Nouvelle-Galles du Sud étaient composés de lignes en Voie Normale pour relier les ports de Sydney et de Newcastle aux zones rurales de l'intérieur du pays. La première ligne fut construite entre Sydney et Parramatta Junction et après deux décisions de modification d'écartement, des problèmes pour lever des fonds et des difficultés dans la construction, la ligne fut ouverte en 1855,,.
La ligne de chemin de fer Main Southern line fut construite par étapes de Parramatta Junction jusqu'à la frontière Victorienne à Albury entre 1855 et 1881 et fut connectée aux Victorian Railways à un point de changement d'écartement en 1883. La connexion à Voie Normale menant d'Albury à Melbourne fut finalement terminée en 1962. Pendant ce temps, la ligne de chemin de fer Main Western Railway fut construite aussi par étapes en direction du nord ouest de l'État - les travaux débutèrent dès 1860 - pour joindre Parramatta Junction à Bourke en 1885.
La ligne de chemin de fer Main North railway line fut construite, entre les années 1857 et 1888, de Newcastle à Wallangarra sur la frontière avec le Queensland pour se joindre  à un point de changement d'écartement aux (en)« Queensland Rail » en direction de Brisbane. Sydney et Newcastle furent reliées en 1889. La construction de la plus courte ligne à voie unique, la North Coast railway line, entre Sydney et brisbane commença en 1905 et se termina en 1932 avec la fin de la construction du Grafton Bridge,
La dernière ligne majeure, la Broken Hill line finit à Broken Hill en 1927, en se connectant aux South Australian Railways à un point de rupture de charge. Pendant ce temps, les lignes secondaires proliféraient dans les colonies de l'est de l'état, y compris celles de la Illawarra line vers Wollongong et Nowra terminée en 1893. En 1926, les travaux d'électrification des lignes urbaines de Sydney commencèrent, et on en profita pour les reliées ensemble à l'aide de nouvelles lignes.

### Victoria

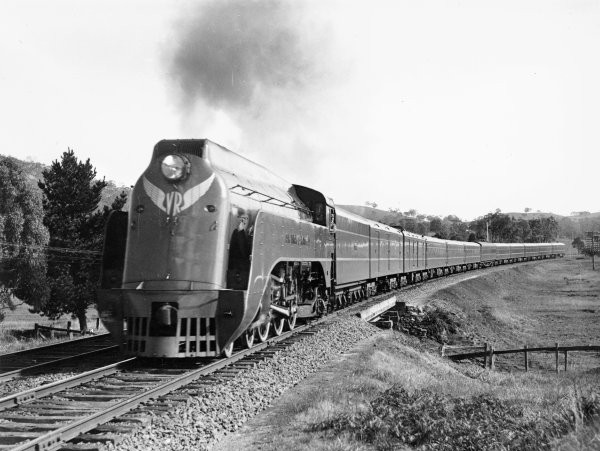
Premier train express des Victorian Railways, le Spirit of Progress, en 1937

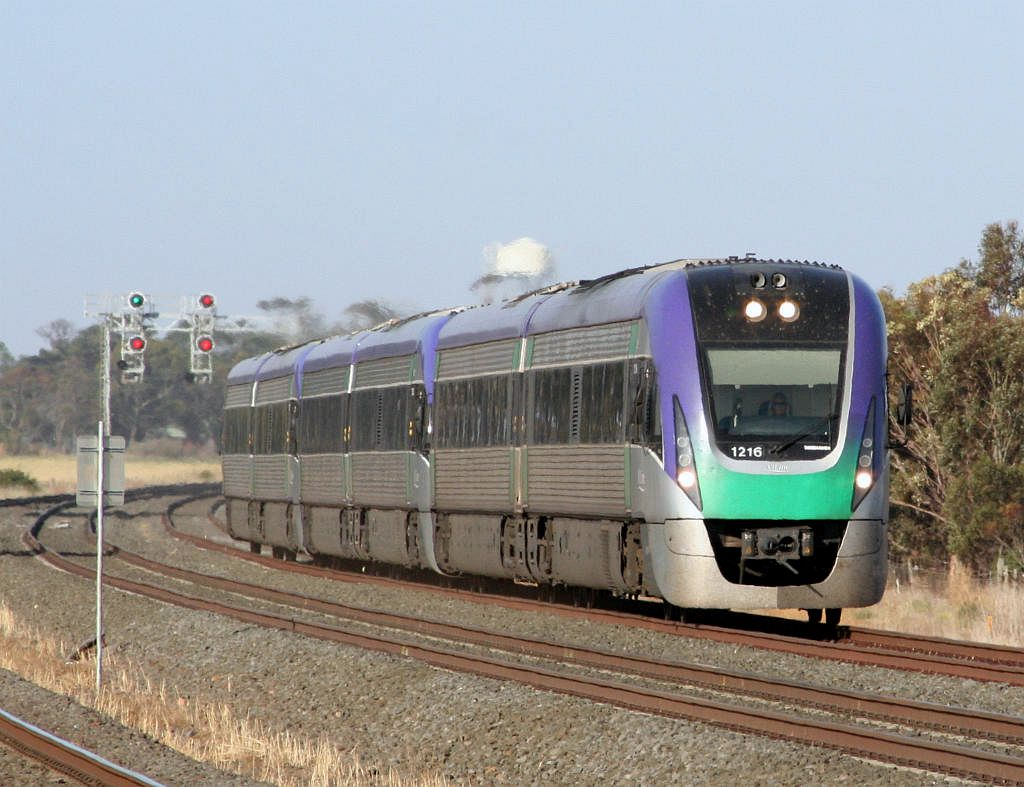
Un train VLocity faisant partie du Regional Fast Rail project

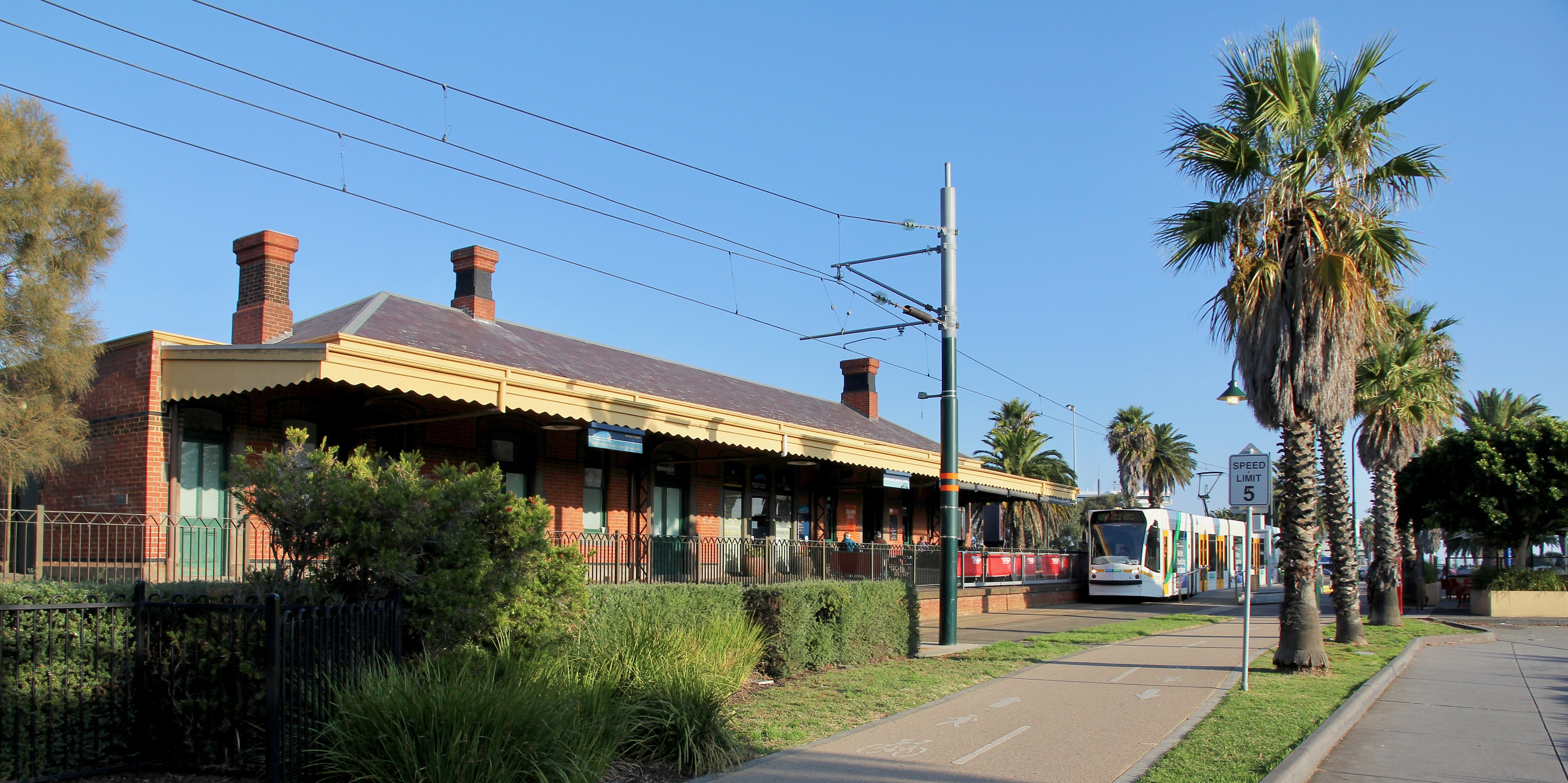
L'ancienne gare de Port-Melbourne, Victoria

La première ligne de chemin de fer de Victoria était une ligne de banlieue entre Melbourne et Port Melbourne en 1854. La ligne de la Melbourne and Suburban Railway Company reliant Princes Bridge railway station à Punt Road (Richmond) ouvrit en 1859. La même année la Geelong and Melbourne Railway Company créa sa ligne de Melbourne à Geelong.
Par la suite, les « Victorian Railways » construisirent de nouvelles lignes pour relier les communautés de fermiers et celles des mineurs au ports de Melbourne, Geelong et Portland. En 1862, des lignes atteignirent les grandes villes de la ruée vers l'or telles que Bendigo et Ballarat. En 1864,  une ligne fut créée pour rejoindre Murray River le port d'Echuca.   En 1883, la première connexion avec un autre système de chemin de fer d'État fut établie quand le North East railway line atteignit la gare des New South Wales Government Railways à Albury, requérant un point de changement d'écartement pour se connecter à la ligne Main Southern line en écartement standard (1,435 mm) de la Nouvelle-Galles du Sud.
En 1887, les Victorian Railways rejoignirent les South Australian Railways à Serviceton, les deux systèmes utilisant les écartements larges.
En 1919, l'électrification et le développement des lignes Melbourne suburban lines commencèrent. Des extensions mineures aux lignes de banlieue furent inaugurées, mais la clientèle baissa lorsque le transport routier gagna les faveurs de la population dans les années 1960. Récemment, la fréquentation s'est accrue considérablement, avec plus de 200 millions de trajets sur le réseau en 2007–2008. En 1981, le métro souterrain de Melbourne, le Melbourne City Loop fut inauguré. Sur le réseau national, un grand nombre de lignes secondaires non rentables ont été fermées depuis les années 1950, laissant seulement un réseau moribond à l'époque du rapport Lonie de 1980. La Privatisation des Victorian railway fut entreprise par le gouvernement Kennett dans les années 1990, éclatant la compagnie en différentes compagnies spécialisées dans les différents services de frets, de banlieues et nationaux. Ceci fut suivi plus tard par le projet Regional Fast Rail project qui provoqua la mise à jour des voies, l'apparition de nouveaux trains et une amélioration des horaires vers les plus importantes villes régionales.

### Queensland

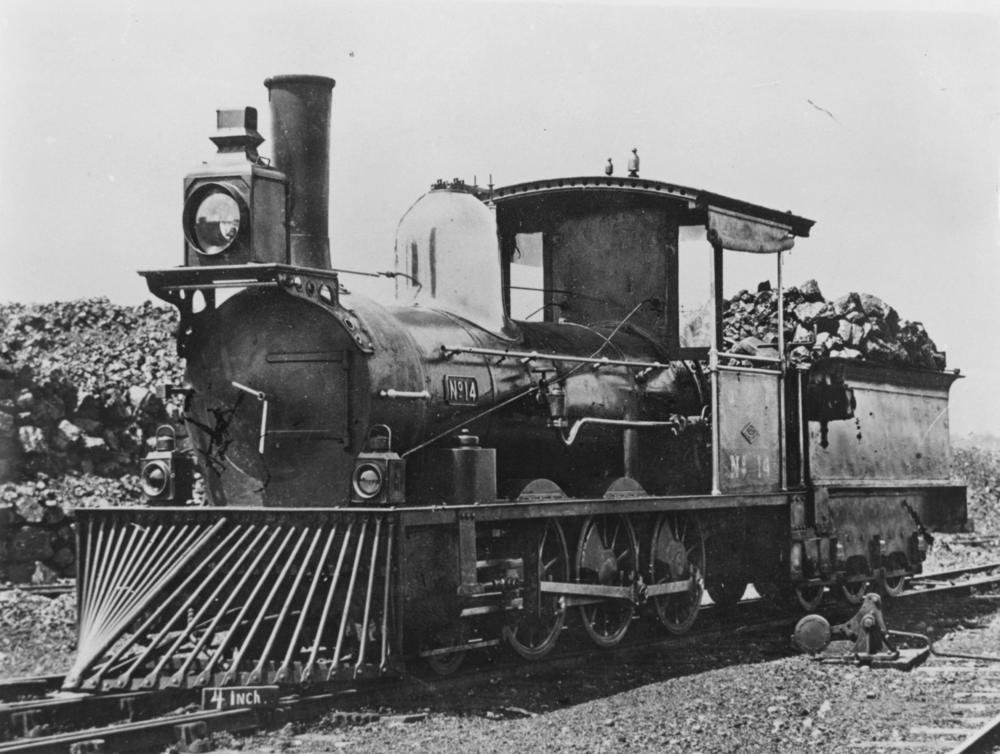
Locomotive à vapeur B12 No. 14 fabriquée par Dubs pour la ligne du Centre en 1878

La première ligne fut ouverte en 1865 entre Ipswich et Grandchester, un terminus provisoire situé dans les contreforts des Darling Downs. La voie fut construite avec un écartement étroit afin de réduire les coûts de construction dans les zones escarpées. Cet écartement fut ensuite appliqué à l'ensemble des chemins de fer construits dans l'état à l'exception de la ligne Sydney-Brisbane construite à écartement standard et la ligne dans la région de Weipa pour le transport de la bauxite, lignes construites toutes deux au XXe siècle. Ce fut la première ligne ferroviaire avec cet écart réduit de 1 067 mm dans le monde, mais la norme s'est étendue à l'Australie-Occidentale, l'Australie-Méridionale, la Tasmanie, la Nouvelle-Zélande, le Japon, l'Indonésie et plusieurs pays africains. La ligne a été prolongée de Grandchester à Toowoomba en 1867 et d'Ipswich à Brisbane en 1875.  De Toowoomba la ligne a été prolongée par étapes pour rejoindre les lignes à écartement standard de Nouvelle-Galles du Sud à Wallangarra en 1887 et à Charleville, dans l'outback sud du Queensland en 1888.  
Des lignes indépendantes ont également été construites à partir de ports de la côte Est de Maryborough, Bundaberg, Gladstone, 
Rockhampton, Mackay, 
Bowen, Townsville, Cairns et Cooktown. La ligne du Centre entre Rockhampton et Westwood a été inaugurée en 1887 et a atteint Winton dans l'ouest du Queensland en 1928. La ligne du Nord a été ouverte de Townsville à Charters Towers en 1882 et a atteint Mount Isa en 1929,,,. En 1888, les lignes ouest-est ont commencé à être reliées avec la première section de la ligne côtière au départ de Petrie à Brisbane. Ce n'est qu'en 1924 que cette ligne a finalement atteint Cairns. Cooktown n'a jamais été connecté,,,. 
Des lignes pour le transport lourd de charbon ont été construites à la fin du XXe siècle à partir des ports de Gladstone (au début de 1968) et d'Hay Point (à partir de 1971). L'électrification de certaines lignes de transport lourd de charbon a commencé en 1986. Enfin un système d'électrification ferroviaire a été mis en place dans la banlieue de Brisbane en 1979. Enfin la ligne de la côte nord entre Brisbane et Rockhampton a été électrifiée. C'est, avec lea ligne minière du Queensland, les seules grandes lignes ferroviaires rurales à avoir été électrifiées en Australie.

### Australie-Occidentale

La locomotive "Ballarat" dans le sable à Wonnerup, 1921. Réputée pour être la plus ancienne d'Australie-Occidentale.

La première ligne de chemin de fer d'Australie-Occidentale a été une ligne privée pour le transport de bois entre Lockville et Yoganup, au sud de Perth. En 1879, le Western Australian Government Railways ouvre une ligne à voie étroite pour relier la mine de cuivre de Northampton et le port de Geraldton. Par la suite, des lignes à partir des ports de Fremantle (le port de Perth), Bunbury, Albany et Esperance sont mises en service, essentiellement pour le transport de céréales et de minerais. La ligne entre Fremantle, Perth et Guildford ouvre en 1881. En 1893, Perth est connecté au port de Bunbury, à 175 kilomètres au sud de Perth. L'année suivante la Midland Railway Company ouvre une ligne de Perth à Walkaway, qui est connectée à Geraldton avec la W.A. Government Railways, à 424 km au nord de Perth. En 1896, le rail relie Perth à Kalgoorlie où de l'or avait été découvert en 1893.
Au XXe siècle, Perth est finalement connecté aux États de l'Est. En 1917, Kalgoorlie est relié à Adélaïde par la Trans-Australian Railway à écartement standard et à la voie étroite vers Perth. À partir de 1957, dans un souci de rationalisation, de nombreuses lignes secondaires à voie étroite sont fermées. À partir des années 1960, un certain nombre de lignes à longues distances pour des transports lourds sont construites dans la région de Pilbara par les grandes sociétés minières, notamment BHP Billiton et Hamersley Iron. De nouvelles lignes sont en construction dans cette région, en particulier pour approvisionner le marché chinois en plein essor. En 1986, l'électrification des lignes suburbaines de Perth avec une tension de 25 kV AC a commencé. La plus longue ligne nouvelle ligne est ouverte le 23 décembre 2007, de Perth à Mandurah.

### Australie-Méridionale
En 1854, l'Australie-Méridionale a mis en service une ligne de tramway à traction hippomobile entre le port de Goolwa sur le fleuve Murray au port de mer de Port Elliot, qui devint plus tard une partie du réseau de chemin de fer à vapeur et qui peut donc prétendre avoir été la première voie ferrée construite en Australie. Un autre ligne de tramway hippomobile avait été construite en Nouvelle-Galles du Sud en 1831 pour relier les mines de charbon de l’Australian Agricultural Company aux quais du fleuve Hunter, mais elle n'a jamais été ouverte au public. La ligne d'Australie-Méridionale a ensuite été prolongée vers un plus port sûr, Victor Harbor.
La première ligne de chemin de fer à vapeur d'Australie-Méridionale a été construite avec un écartement large (1 600 mm) en 1856 entre Adélaïde et Port Adélaïde en s'arrêtant à Bowden, Woodville et Alberton. Peu à peu, un réseau de lignes partira d'Adélaïde pour Port Wakefield, Wallaroo, Broughton Port, Port Augusta, Kingston SE, Beachport, Whyalla, Port Pirie et Port Lincoln. Certaines d'entre elles furent construites initialement pour transporter du minerai, en particulier du cuivre. Les suivantes servirent à transporter du fret depuis le Murray et des céréales depuis les grandes propriétés de la région,,.  Toutes, sauf celles rayonnant à partir d'Adélaïde, ont d'abord été construites en voie étroite (1 067 mm). La première ligne à voie étroite à avoir été achevée fut celle reliant Port Wakefield à Hoyleton en 1870.
La première connexion entre États a été achevée en 1887, lorsque les lignes de l'Australie-Méridionale ont été connectées aux lignes à voies larges du Victoria à l'actuel Serviceton, au Victoria. En 1888, une ligne à voie étroite a été ouverte pour relier Port Pirie à Broken Hill, en Nouvelle-Galles du Sud, avec une connexion à Peterborough vers Adélaïde. Une ligne à voie large a été réalisée entre Adélaïde et Terowie en 1880. La ligne au nord de Terowie a été construite par étapes comme une ligne à voie étroite d'abord vers Peterborough et Quorn en 1882 puis Oodnadatta en 1891. Elle a ensuite été prolongée vers Alice Springs par la Commonwealth Railways en 1929, qui fut rebaptisée en Central Australia Railway.

### Tasmanie
La première ligne de chemin de fer en Tasmanie a été une voie large (1 600 mm) ouverte entre Deloraine et Launceston en 1871 par la société Launceston and Western Railway. Elle a rapidement fait faillite et a été reprise par le gouvernement de Tasmanie en 1872. En 1876, la Tasmania Main Line Company a ouvert une ligne à voie étroite (1 067 mm) entre Hobart et Evandale (près de Launceston), la connectant avec un prolongement de l'autre ligne avec une rupture de charge. En 1885, le gouvernement de Tasmanie a construit une ligne à voie étroite à l'ouest de Deloraine jusqu'à Devonport. En 1888, la ligne de Launceston-Deloraine a été convertie en voie étroite [29].
Le gouvernement de Tasmanie a acheté la Tasmania Main Line Company en 1890, pour créer la Tasmanian Government Railways (TGR). En 1901, la ligne de Devonport a été prolongée jusqu'à Burnie, se connectant avec la ligne de l'Emu Bay Railway à Zeehan. D'autres lignes ont été construites mais le système ferroviaire de Tasmanie a toujours été réduit et non rentable. Il n'assure pas actuellement de services réguliers de passagers et ses services de fret ne sont pas rentables sans subventions pour l'entretien et la modernisation de ses infrastructures, qui sont actuellement gérées par Pacific National.

## Développement du réseau national
Au XIXe siècle, la création des lignes de chemins de fer a pour but de permettre la circulation des produits agricoles et des minerais vers les ports d'exportation ainsi que le transport de passagers et du fret entre les capitales coloniales et les zones provinciales. Le cabotage assurait le transport de la plupart des passagers et des marchandises entre les différentes colonies. John Whitton a été nommé ingénieur en chef des Chemins de fer de Nouvelle Galles du Sud par le gouvernement en 1856 et il a immédiatement averti sa tutelle que les amorces de lignes ferroviaires à voies étroites mises en service à Sydney seraient converties en voies larges pour préparer les jonctions entre les futures lignes de Nouvelle-Galles du Sud, du Victoria et d'Australie-Méridionale, mais cela lui fut refusé parce que « ... ses maîtres politiques (...) furent incapables d'envisager que la circulation intercoloniale verrait le jour ». Cependant, le problème d'écartement différent des voies va se poser au point de rencontre des lignes des différents États comme à Albury en 1883 et à Wallangarra en 1888.
Dans les années 1890, on débat de la création d'une Fédération australienne des six colonies. L'un des points de discussion porta sur le point de savoir si les lignes de chemins de fer seraient de la responsabilité fédérale. Un vote sur le sujet fut perdu de justesse, mais la nouvelle constitution permit « l'acquisition, avec le consentement d'un État, de lignes de chemin de fer de l'État à des conditions fixées entre le Commonwealth et l'État » (article 51 xxxiii) et la  « construction et l'extension de voies ferrées dans un État avec le consentement de cet État »(article 51 xxxiv). Toutefois, le gouvernement australien était libre de fournir des fonds aux États pour des projets de modernisation ferroviaire en vertu de l'article 96 (« le Parlement peut accorder une aide financière à tout État sur les modalités et conditions que le Parlement juge bon »).
Le Gouvernement australien a l'entière responsabilité de voies dans les territoires fédéraux, bien que les lignes des chemins de fer du Territoire du Nord soient maintenant détenues et exploitées par la société privée AustralAsia Rail Corporation et dans le Territoire de la capitale australienne, la ligne Canberra-Queanbeyan soit maintenant gérée par la  Rail Corporation New South Wales.
En 1910, une conférence des différents responsables des chemins de fer a choisi l'écartement standard (1,435 m). Au fil des décennies, de nombreux plans seront étudiés pour supprimer les ruptures de charge mais cela échoua, essentiellement parce que le projet était trop ambitieux et proposait d'adapter toutes les lignes, y compris celles à faibles valeurs économiques.
Au XXe siècle, les voies ferroviaires des différents États commencèrent à s'interconnecter, ce qui augmenta le nombre de transferts de charge. En 1917, la Trans-Australian Railway -à voie normale- construite par le gouvernement fédéral fut achevée entre Kalgoorlie, en Australie-Occidentale et Port Augusta, en Australie-Méridionale. [30] Cependant, il existait encore des ruptures de charge à Kalgoorlie pour atteindre Perth et à Port Augusta et Terowie pour atteindre Adélaïde. En 1927, la dernière section de la ligne Sydney-Broken Hill a été complétée entre Trida et Menindee rejoignant la ligne de la South Australian Railways avec une rupture de charge et nécessitant un deuxième transfert de charge à Terowie pour atteindre Adélaïde [14].
En 1932, la ligne de chemin de fer entre Sydney et Brisbane à écartement standard fut achevée avec la mise en service d'un pont à Grafton. [11] Le premier tronçon de ligne à voie normale d'Australie-Méridionale, la Trans-Australian Railway a été achevé en 1917 entre Port Augusta et Kalgoorlie en Australie-Occidentale, [30] exigeant des transferts de charge à Terowie, Port Augusta et Kalgoorlie pour aller d'Adélaïde à Perth. 
Dans les années 1950, une commission parlementaire présidée par William Wentworth a recommandé un plan beaucoup plus modeste et abordable pour évaluer mettre aux normes les trois principaux chaînons manquants:
- d'Albury à Melbourne construction d'une ligne à écartement standard parallèle à la voie large pour achever la ligne à voie normale entre Sydney et Melbourne.
- de Kalgoorlie à Perth, conversion de la voie étroite en voie normale.
- de Broken Hill à Port Pirie, conversion de la voie étroite en voie normale.

En 1962, la ligne à voie normale entre Albury et Melbourne a été ouverte. En 1966, une voie mixte (normale et étroite) passant par la vallée de l'Avon a été mise en service à l'est de Perth. En 1968, la ligne de Kalgoorlie à Perth a été achevée et en 1969 ce sera celle entre Broken Hill et Port Pirie qui sera ouverte, achevant la liaison ferroviaire à voie normale entre Sydney et Perth. [2]
Une ligne à voie normale a été construite entre Port Augusta et Whyalla en 1972. En octobre 1980, une ligne de chemin de fer aux nouvelles normes a été complétée de Tarcoola à Alice Springs pour remplacer l'ancienne ligne de chemin de fer de calibre étroit. Adélaïde a été connectée au réseau à voie normale avec l'ouverture de la ligne de Crystal Brook en 1982 et la voie de chemin de fer Melbourne-Adélaïde a été convertie à voie normale en 1995. [30] la ligne d'Adélaïde à Alice Springs a été prolongée jusqu'à Darwin en 2004 pour terminer la liaison ferrée Adélaïde-Darwin [2].

## Chemins de fer privés
Il y a toujours eu d'importants créneaux pour les chemins de fer privés dans la plupart des États, tels que pour:
- l'exploitation minière - le transport de minerai de fer par lignes ferroviaires privées est le principal transport de fret australien en tonnage, mais le transport de charbon a joué un rôle important depuis le début de l'extraction du charbon au  milieu du XIXe siècle
- les carrières
- les principaux sites industriels, comme les aciéries
- les lignes temporaires sur les chantiers de construction
- l'agriculture, en particulier les sucreries.

À partir des années 1960, quatre importantes lignes ferroviaires ont été développées dans la région de Pilbara en Australie-Occidentale, pour le transport du minerai de fer provenant de plusieurs mines vers les ports les plus proches. Ces lignes de chemins de fer sont indépendantes les unes des autres et du système national, ne transportant pas d'autres véhicules ferrés.
La circulation est très intense sur ces lignes, jusqu'à 100 millions de tonnes par an, poussant la technologie de transport de charges lourdes à ses limites et a nécessité beaucoup de recherche et de développement ce qui a servi à travers le monde.
Ces lignes sont toutes à écartement standard et ont commencé en utilisant les normes américaines pour le transport par voie ferroviaire.
En 2008, la société Fortescue Metals Group (FMG) a commencé à exploiter une cinquième ligne de chemin de fer pour le minerai de fer dans la région de Pilbara.
Les autres lignes de chemin de fer sont les suivantes :
- Hamersley & Robe River railway (Rio Tinto)
- Mount Newman railway (BHP)
- Goldsworthy railway (BHP)
- Fortescue railway (FMG)